# Chincoteague
Chincoteague é uma cidade  localizada no estado norte-americano de Virginia, no Condado de Accomack.

## Demografia
Segundo o censo norte-americano de 2000, a sua população era de 4317 habitantes.
Em 2006, foi estimada uma população de 4372, um aumento de 55 (1.3%).

## Geografia
De acordo com o United States Census Bureau tem uma área de
96,0 km², dos quais 24,9 km² cobertos por terra e 71,1 km² cobertos por água.

## Localidades na vizinhança
O diagrama seguinte representa as localidades num raio de 28 km ao redor de Chincoteague.